# ميوراشي
ميوراشي (بالروسية: Мураши) هي إحدى مدن روسيا في الكيان الفدرالي الروسي كيروف أوبلاست.